# Antykwa

Antykwa toruńska

Antykwa Półtawskiego

Antykwa, pismo humanistyczne – bardzo obszerne pojęcie, oznaczające kroje pisma oparte na alfabecie łacińskim, które w dzisiejszych czasach są dominującym typem krojów wśród pism drukarskich.
Praktycznie wszystkie współczesne książki, czasopisma oraz inne typowe zastosowania pisma drukowanego w językach narodowych zapisywanych alfabetami wywodzącymi się z łaciny (zachodniosłowiańskie, romańskie, anglosaskie, nordyckie, ugrofińskie itp.) są drukowane jakąś odmianą antykwy. Kroje nieantykwowe w pismach łacińskich używane są obecnie tylko w szczególnych sytuacjach, jako pismo ozdobne (np. w tytulariach, zdobnictwie literniczym, grafice reklamowej itp., ale także np. przy druku poezji). Do zapisu języka irlandzkiego używane jest pismo gaelickie (odmiana półuncjały).

## Historia antykwy
Początki antykwy sięgają II poł. XV w., kiedy na fali prądów myślowych epoki renesansu wenecki mistrz pisma Mikołaj Jenson opracował nowy rodzaj pisma odręcznego, znacząco różniącego się od dominującego wówczas pisma gotyckiego. Majuskuły (wielkie litery) antykwy oparto na kapitale rzymskiej – piśmie monumentalnym starożytnego Rzymu, a minuskuły (małe litery) oparto na wczesnośredniowiecznej minuskule karolińskiej – piśmie kodeksowym epoki Karola Wielkiego, które we wczesnym okresie renesansu mylnie uważano za starożytne.
Z początku wobec antykw, czyli krojów wzorowanych na pismach z minionych epok, stosowano określenie littera antiqua, poprzez porównanie do rozpowszechnionego wówczas pisma gotyckiego, zwanego littera moderna. Obecnie pismo gotyckie wydaje się pismem zdecydowanie archaicznym, za to kroje pierwszych antykw przetrwały do dziś w praktycznie niezmienionej postaci, nie tracąc niczego ze swojej użyteczności i nadal chętnie stosowane. Z czasem jednak zbiór krojów określanych jako antykwy uległ olbrzymiemu rozszerzeniu pod względem wizualnym o postaci, które zupełnie pierwszych antykw nie przypominają. I tak dziś do antykw zalicza się zarówno kroje szeryfowe, jak i bezszeryfowe, a jednocześnie w obu tych rodzajach mogą to być kroje jedno- lub dwuelementowe.
Antykwę wymyślono praktycznie w tych samych czasach, kiedy nastąpiło upowszechnienie się druku w Europie, i choć druki ksylograficzne (z formy drukowej rzeźbionej w drewnie) oraz pierwsze druki złożone ruchomą czcionką (łącznie z Biblią Gutenberga) były drukowane gotykiem, to jednak również pierwsze antykwowe czcionki drukarskie powstały w tych czasach i dość szybko wyparły kroje gotyckie na większości obszarów Europy i w większości zastosowań. W krajach romańskich antykwa miała dominującą pozycję już w XVI wieku, w Polsce skutecznie wyparła pismo gotyckie dopiero w wieku XVII (aczkolwiek pierwszej antykwy na ziemiach polskich użył już w 1517 krakowski drukarz Florian Ungler). Najdłużej, bo do 1941, równoległe stosowanie antykw i krojów gotyckich przetrwało na niemieckojęzycznym obszarze kulturowym.

### Chronologia krojów antykwowych
- antykwa renesansowa (mediewalowa) – dwuelementowa, szeryfowa, o niewielkim kontraście pomiędzy liniami poziomymi i pionowymi;
- antykwa barokowa – dwuelementowa, szeryfowa, o zwiększonym kontraście w porównaniu do antykwy renesansowej, za to mniej skośnych szeryfach;
- antykwa klasycystyczna – dwuelementowa, szeryfowa, o większym kontraście w porównaniu do antykwy barokowej, prostych szeryfach, podkreślająca linie pionowe i poziome;
- egipcjanka (I poł. XIX w.) – antykwa jednoelementowa szeryfowa;
- grotesk (I poł. XIX w.) – antykwa jednoelementowa bezszeryfowa;
- antykwa modernistyczna.

## Klasyfikacja krojów antykwowych
W klasyfikacji krojów pism drukarskich, zaproponowanej przez Andrzeja i Romana Tomaszewskich, kroje antykwowe zostały uznane za jedną z czterech podstawowych klas, obok pism gotyckich, pisankowych oraz „worka” z wszelkimi pozostałymi, nietypowymi krojami, zwanego ksenotypami.
Natomiast w jednej z najpopularniejszych w Europie klasyfikacji krojów DIN, spośród jedenastu podstawowych klas do siedmiu zaliczono właśnie antykwy (w oparciu o ujęcie chronologiczne).

## Inne znaczenie antykwy
Potocznie antykwami nazywa się również ogólnie wszelkie kroje w odmianach prostych, w przeciwieństwie do krojów pochylonych, czyli kursyw.